# La Luna en el espejo
La Luna en el espejo é um filme de drama chileno de 1990 dirigido e escrito por Silvio Caiozzi. Foi selecionado como representante do Chile à edição do Oscar 1991, organizada pela Academia de Artes e Ciências Cinematográficas.

## Elenco
- Gloria Münchmeyer - Lucrecia
- Rafael Benavente - Don Arnaldo
- Ernesto Beadle - El Gordo